# Leonid Ossyka
Leonid Mychajlowytsch Ossyka (ukrainisch Леонід Михайлович Осика; * 8. März 1940 in Kiew; † 16. September 2001 ebenda) war ein sowjetischer und ukrainischer Regisseur, Vertreter der Sechziger. Von 1990 bis 1993 war er Sekretär der Union der Filmemacher in der Ukraine.

## Werdegang
Leonid Ossyka studierte ab 1959 an der Odessaer Schule für Theaterkunst und anschließend ab 1965 am Gerassimow-Institut für Kinematographie. Seine Karriere begann im Filmstudio Alexander Dowschenko als Maskenbildner, bevor er zum Drehbuchautor wurde und Regien übernahm. Sein erster Film, ein Kurzfilm, Wchjaschtschaja w more (1965), wurde als „existentialistisch mit Elementen aus der Neuen Welle“ bezeichnet. Der zweite Film unter seiner Regie war ein Kriegsfilm mit dem Titel Kto wernjotsja, dolyubit im Jahr 1966. Der Ton wird von Gedichten unterbrochen, die während des Zweiten Weltkriegs geschrieben wurden. Er wählte für den Film insbesondere Gedichte von Semjon Gudsenko. 1972 gewann sein historisches Drama Sachar Berkut, das auf der gleichnamigen Kurzgeschichte von Iwan Franko beruht, den „Preis für die Erhaltung der Traditionen der epischen Folklore“ beim Allrussischen Filmfestival in Tiflis. 1976 wurde er beim Allrussischen Festival erneut ausgezeichnet, wo sein Film Trewoschny mesjaz weressen den „Preis für die Entwicklung eines militärpatriotischen Themas“ gewann. 1982 wandte sich der Regisseur mit „…которого любили все“  dem Dokumentarfilm zu. In dem Film gedenkt er des ukrainischen Schauspielers und Regisseurs Leonid Bykow. Die fiktionale Biographie von Michail Wrubel wird in Etüden über Wrubel erzählt, für die er auch gemeinsam mit Sergei Paradschanow das Drehbuch schrieb. Der nationale Taras-Schewtschenko-Preis wurde ihm 1997 für die Filme Kto wernjotsja, dolyubit (1968), Sachar Berkut (1971), Podarok na imeniny (1991) und Гетманские клейноды (Die Insignien des Hetman) (1993) verliehen. Er wurde 1998 mit dem Ehrentitel des Volkskünstlers der Ukraine ausgezeichnet. Leonid Ossyka starb 2001 in Kiew und wurde auf dem Baikowe-Friedhof beigesetzt.